# Susisaari
Susisaari je malý plochý skalnatý ostrov ve Finském zálivu Baltského moře u pobřeží jižního Finska. Patří do souostroví a části Suomenlinna v okrese Ullanlinna v Jižním hlavním obvodu (Eteläinen suurpiiri) v Helsinkách v provincii Uusimaa. Susisaari, podobně jako celá Suomenlinna, je památkou UNESCO.

## Další informace
Susisaari je spojen mostem s ostrovem Iso-Mustasaari a také je pevně spojen zasypaním části zálivu s ostrovem Kustaanmiekka. Uprostřed ostrova je park Piperinpuisto s jezírkem Lemmenlampi. Nachází se zde několik historických opevnění, palebných postavení, budov a také vyhlídky. Adresy budov zde umístěných začínají Suomenlinna B následované číslem budovy. Další zajímavosti:
- Ehrensvärdova hrobka (Augustin Ehrensvärdin hauta)
- Ehrensvärd Museum (Ehrensvärd-museo)
- Finské muzeum celnictví (Tullimuseo)
- Pláž Suomenlinnan uimaranta
- Ponorka Vesikko - muzeum
- Tenalji von Fersen - historická budova
- Suchý dok - bývalá loděnice

## Galerie

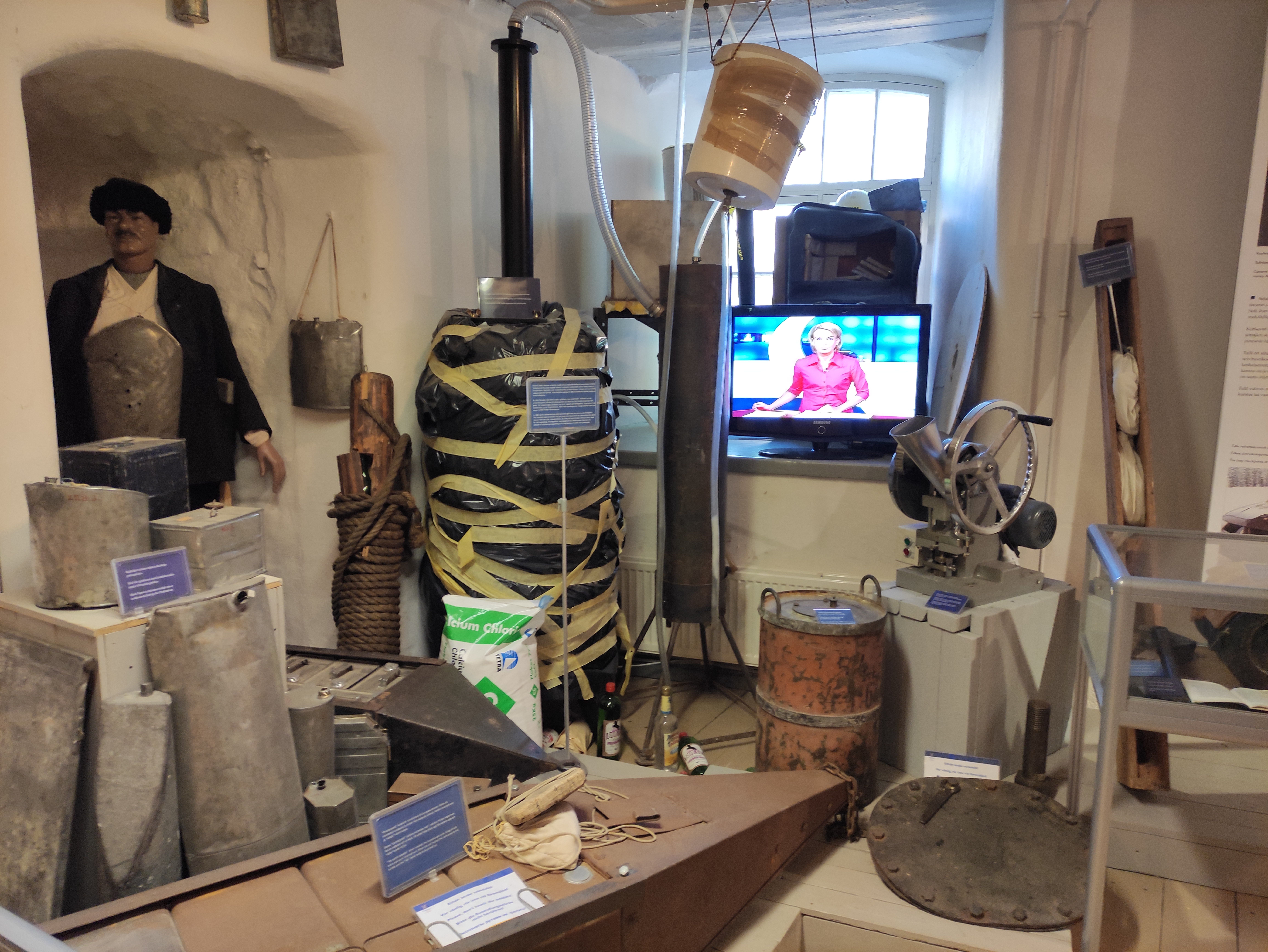
Finské muzeum celnictví
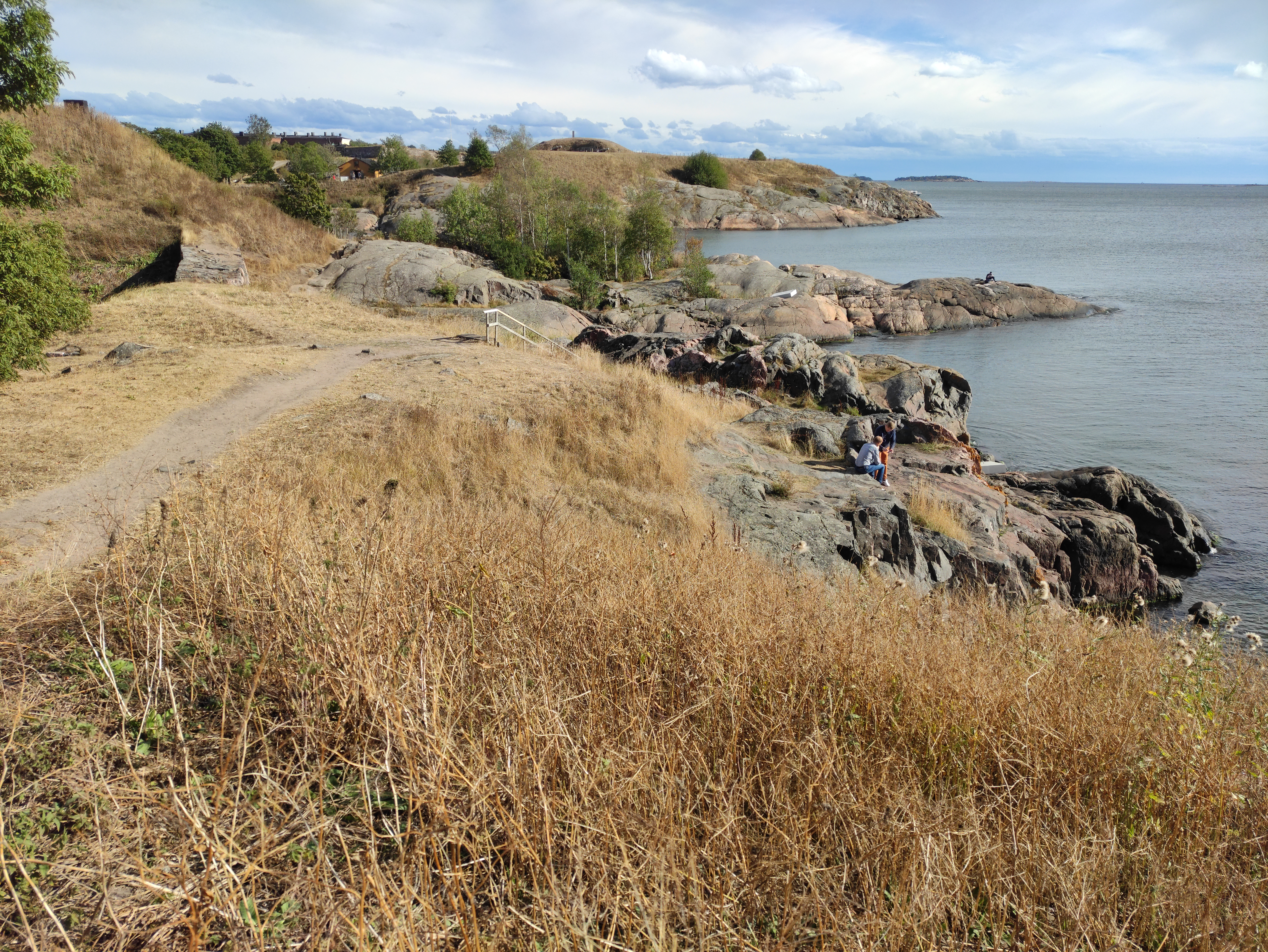
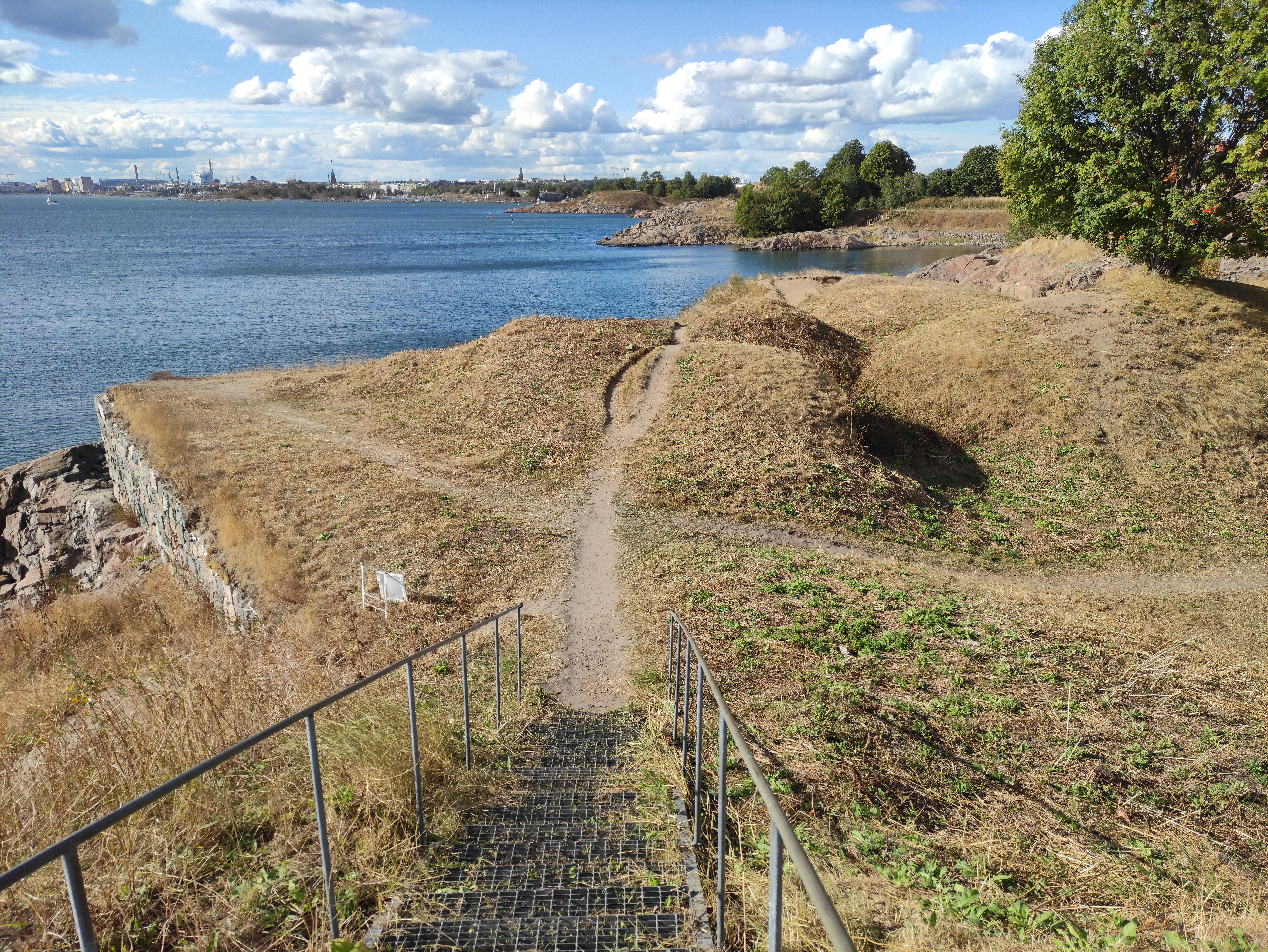
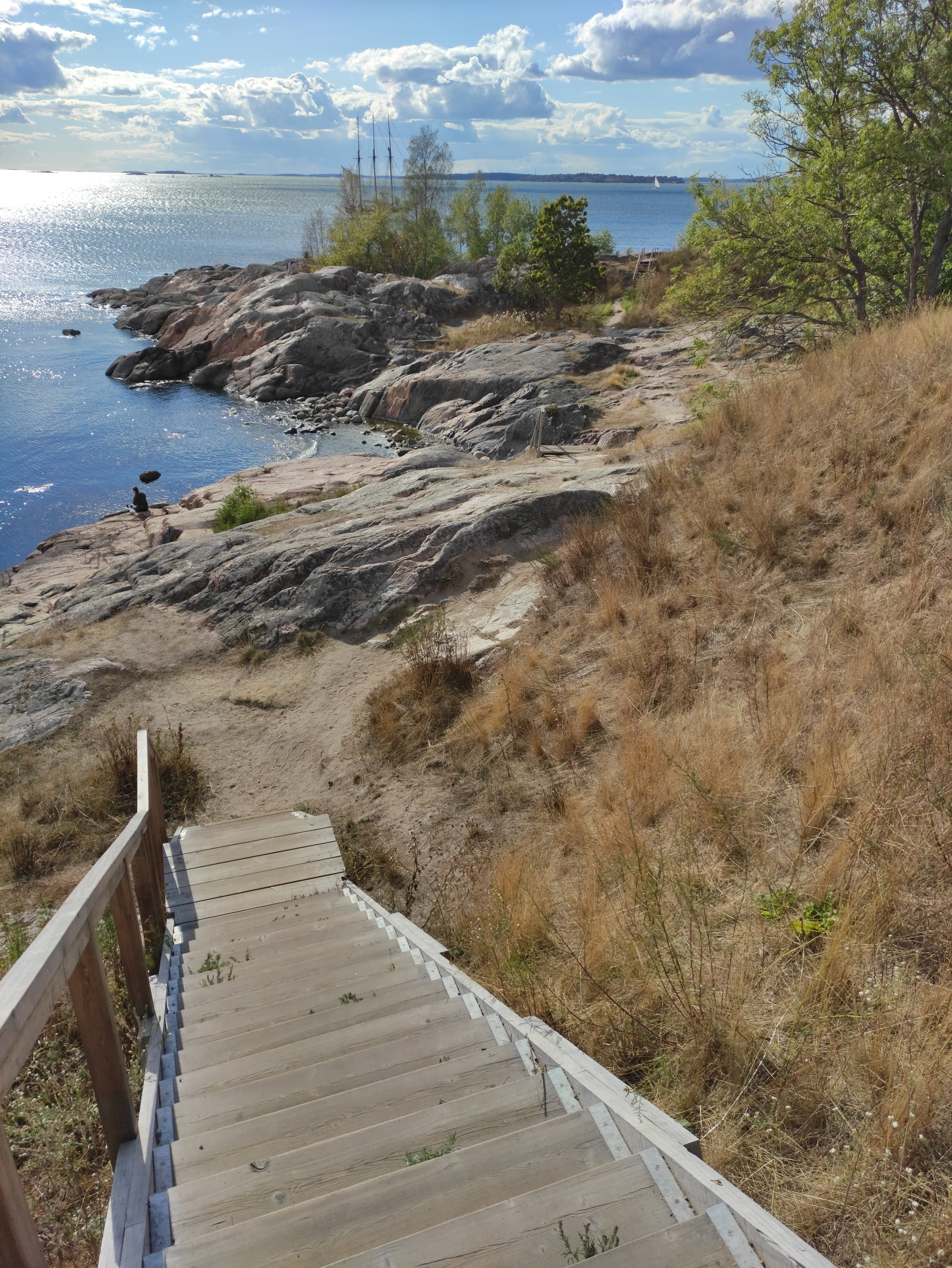